# Juli Tgk Dilampoh
Juli Tgk Dilampoh is een bestuurslaag in het regentschap Bireuen van de provincie Atjeh, Indonesië. Juli Tgk Dilampoh telt 393 inwoners (volkstelling 2010).